# Viva da morire
Viva da morire è il quindicesimo album in studio della cantautrice italiana Paola Turci, pubblicato il 15 marzo 2019.

## Tracce
1. L'ultimo ostacolo – 3:26
2. Le Olimpiadi tutti i giorni (feat. Shade) – 3:09
3. Viva da morire – 3:09
4. Prima di saltare – 3:35
5. L'arte di ricominciare – 3:15
6. Non ho mai – 2:53
7. Molto di più – 3:35
8. La vita copiata in bella – 3:31
9. Io l'amore no – 3:25
10. Piccola – 3:37

## Classifiche
| Classifica (2019) | Posizione |
| ----------------- | --------- |
| Italia            | 6         |